# Achipteria bicarinata
Achipteria bicarinata är en kvalsterart som beskrevs av Moskacheva 1973. Achipteria bicarinata ingår i släktet Achipteria och familjen Achipteriidae. Inga underarter finns listade i Catalogue of Life.